# 帕爾邁拉 (紐約州)
帕爾邁拉（英語：Palmyra）是一個位於美國紐約州韋恩縣的鎮。

## 人口
根據2020年美國人口普查的數據，帕爾邁拉的面積為87.20平方千米，當中陸地面積為86.60平方千米，而水域面積為0.60平方千米。當地共有人口7403人，而人口密度為每平方千米85人。